# Cantó d'Amiens-6 (Sud)
El cantó d'Amiens-6 (Sud) és un cantó francès del departament del Somme, situat al districte d'Amiens. Té part del municipi d'Amiens.

## Municipis
- Amiens (part)

## Història
| Data d'elecció                           | Identitat        | Partit                       | Qualitat |
| ---------------------------------------- | ---------------- | ---------------------------- | -------- |
| 1973-2011                                | Hubert Henno     | RI, després UDF, després UMP |          |
| 2011-                                    | Hubert de Jenlis | UMP                          |          |
| les dades anteriors no són pas conegudes |                  |                              |          |
|                                          |                  |                              |          |